# Matignon (Costes del Nord)
 Matignon (en bretó Matignon, gal·ló Mateinyon) és un municipi francès, situat a la regió de Bretanya, al departament de Costes del Nord. L'any 2007 tenia 1.585 habitants.

## Demografia
| 1962                                       | 1968  | 1975  | 1982  | 1990  | 1999  |
| ------------------------------------------ | ----- | ----- | ----- | ----- | ----- |
| 1.327                                      | 1.417 | 1.591 | 1.609 | 1.613 | 1.537 |
| Des de 1962: població sense dobles comptes |       |       |       |       |       |

## Administració
| Període            | Identitat           | Partit |
| ------------------ | ------------------- | ------ |
| 1995-2001          | Alain Daucé         |        |
| 2001-2002          | Marie-Reine Tillon  |        |
| 2002-2008          | Pierre Besnard      |        |
| març-setembre 2008 | Patrick Dessauvages |        |
| octubre 2008-      | Roland Petit        |        |

## Personatges il·lustres
- Paul Sébillot (1843-1918), etnòleg i lingüista.